# 5-Metoxi-N,N-dimetyltryptamin

Strukturformel för 5-MeO-DMT

5-Metoxi-N,N-dimetyltryptamin, förkortas 5-MeO-DMT, är en starkt hallucinogen drog och är en tryptamin.
Inte att förväxla med N,N-DMT, som ofta kallas för DMT, som är liknande kemisk molekyl men har annorlunda hallucinogena egenskaper. 
5-MeO-DMT är i Sverige klassad som en hälsofarlig vara enligt Lagen om förbud mot vissa hälsofarliga varor.